# Maximiliano Meza
Maximiliano Eduardo Meza (General Paz, 15 dicembre 1992) è un calciatore argentino, centrocampista del River Plate.

## Biografia
Anche suo fratello minore Juan Cruz è un calciatore professionista.

## Caratteristiche tecniche
È un trequartista che può anche ricoprire il ruolo di esterno sinistro.

## Statistiche

### Presenze e reti nei club
Statistiche aggiornate al 25 giugno 2024.
| Stagione             | Squadra              | Campionato           | Campionato | Campionato | Coppe nazionali | Coppe nazionali | Coppe nazionali | Coppe continentali | Coppe continentali | Coppe continentali | Altre coppe | Altre coppe | Altre coppe | Totale | Totale | Totale |
| Stagione             | Squadra              | Comp                 | Pres       | Reti       | Comp            | Pres            | Reti            | Comp               | Pres               | Reti               | Comp        | Pres        | Reti        | Pres   | Reti   |        |
| -------------------- | -------------------- | -------------------- | ---------- | ---------- | --------------- | --------------- | --------------- | ------------------ | ------------------ | ------------------ | ----------- | ----------- | ----------- | ------ | ------ | ------ |
| 2012-2013            | Gimnasia (LP)        | NB                   | 14         | 0          | CA              | 2               | 0               | -                  | -                  | -                  | -           | -           | -           | 16     | 0      |        |
| 2013-2014            | Gimnasia (LP)        | PD                   | 36         | 5          | CA              | 1               | 0               | -                  | -                  | -                  | -           | -           | -           | 37     | 5      |        |
| 2014                 | Gimnasia (LP)        | PD                   | 7          | 0          | -               | -               | -               | -                  | -                  | -                  | -           | -           | -           | 7      | 0      |        |
| 2015                 | Gimnasia (LP)        | PD                   | 32         | 4          | CA              | 3               | 0               | -                  | -                  | -                  | -           | -           | -           | 35     | 4      |        |
| 2016                 | Gimnasia (LP)        | PD                   | 9          | 3          | CA              | 2               | 0               | -                  | -                  | -                  | -           | -           | -           | 11     | 3      |        |
| mag.-set. 2016       | Gimnasia (LP)        | PD                   | 2          | 0          | -               | -               | -               | -                  | -                  | -                  | -           | -           | -           | 2      | 0      |        |
| Totale Gimnasia (LP) | Totale Gimnasia (LP) | Totale Gimnasia (LP) | 100        | 12         |                 | 8               | 0               |                    | -                  | -                  |             | -           | -           | 108    | 12     |        |
| 2016-2017            | Independiente        | PD                   | 25         | 2          | CA              | 2               | 1               | CS                 | 11                 | 3                  | -           | -           | -           | 38     | 6      |        |
| 2017-2018            | Independiente        | PD                   | 19         | 3          | CA              | 1               | 1               | CL                 | 9                  | 0                  | CS+RS       | 1+2         | 0           | 32     | 4      |        |
| 2018-gen. 2019       | Independiente        | PD                   | 11         | 1          | -               | -               | -               | -                  | -                  | -                  | -           | -           | -           | 11     | 1      |        |
| Totale Independiente | Totale Independiente | Totale Independiente | 55         | 6          |                 | 3               | 2               |                    | 20                 | 3                  |             | 3           | 0           | 81     | 11     |        |
| gen.-giu. 2019       | Monterrey            | MX                   | 19         | 2          | -               | -               | -               | CCL                | 8                  | 0                  | -           | -           | -           | 27     | 2      |        |
| 2019-2020            | Monterrey            | MX                   | 29         | 1          | CM              | 7               | 2               | -                  | -                  | -                  | Cmc         | 3           | 1           | 39     | 4      |        |
| 2020-2021            | Monterrey            | MX                   | 36         | 7          | -               | -               | -               | CCL                | 4                  | 4                  | -           | -           | -           | 40     | 11     |        |
| 2021-2022            | Monterrey            | MX                   | 37         | 7          | -               | -               | -               | -                  | -                  | -                  | Cmc         | 2           | 0           | 39     | 7      |        |
| 2022-2023            | Monterrey            | MX                   | 39         | 5          | -               | -               | -               | -                  | -                  | -                  | LC          | 6           | 1           | 45     | 6      |        |
| 2023-2024            | Monterrey            | MX                   | 37         | 7          | -               | -               | -               | CCL                | 7                  | 2                  | LC          | 2           | 0           | 46     | 9      |        |
| lugl.-ago. 2024      | Monterrey            | MX                   | 3          | 0          | -               | -               | -               | -                  | -                  | -                  | -           | -           | -           | 3      | 0      |        |
| Totale Monterrey     | Totale Monterrey     | Totale Monterrey     | 200        | 29         |                 | 7               | 2               |                    | 19                 | 6                  |             | 13          | 2           | 239    | 39     |        |
| ago.-dic. 2024       | River Plate          | PD                   | 14         | 4          | -               | -               | -               | CL                 | 5                  | 0                  | -           | -           | -           | 19     | 4      |        |
| 2025                 | River Plate          | PD                   | 11+1       | 0          | CA              | 0               | 0               | CL                 | 4                  | 1                  | SI+CmC      | 1+3         | 0+1         | 20     | 2      |        |
| Totale carriera      | Totale carriera      | Totale carriera      | 381        | 51         |                 | 18              | 4               |                    | 48                 | 10                 |             | 20          | 3           | 467    | 68     |        |

### Cronologia presenze e reti in nazionale
| Cronologia completa delle presenze e delle reti in nazionale ― Argentina | Cronologia completa delle presenze e delle reti in nazionale ― Argentina | Cronologia completa delle presenze e delle reti in nazionale ― Argentina | Cronologia completa delle presenze e delle reti in nazionale ― Argentina | Cronologia completa delle presenze e delle reti in nazionale ― Argentina | Cronologia completa delle presenze e delle reti in nazionale ― Argentina | Cronologia completa delle presenze e delle reti in nazionale ― Argentina | Cronologia completa delle presenze e delle reti in nazionale ― Argentina |
| Data                                                                     | Città                                                                    | In casa                                                                  | Risultato                                                                | Ospiti                                                                   | Competizione                                                             | Reti                                                                     | Note                                                                     |
| ------------------------------------------------------------------------ | ------------------------------------------------------------------------ | ------------------------------------------------------------------------ | ------------------------------------------------------------------------ | ------------------------------------------------------------------------ | ------------------------------------------------------------------------ | ------------------------------------------------------------------------ | ------------------------------------------------------------------------ |
| 27-3-2018                                                                | Madrid                                                                   | Spagna                                                                   | 6 – 1                                                                    | Argentina                                                                | Amichevole                                                               | -                                                                        | 81’                                                                      |
| 29-5-2018                                                                | Buenos Aires                                                             | Argentina                                                                | 4 – 0                                                                    | Haiti                                                                    | Amichevole                                                               | -                                                                        | 59’                                                                      |
| 16-6-2018                                                                | Mosca                                                                    | Argentina                                                                | 1 – 1                                                                    | Islanda                                                                  | Mondiali 2018 - 1º turno                                                 | -                                                                        | 84’                                                                      |
| 21-6-2018                                                                | Nižnij Novgorod                                                          | Argentina                                                                | 0 – 3                                                                    | Croazia                                                                  | Mondiali 2018 - 1º turno                                                 | -                                                                        |                                                                          |
| 26-6-2018                                                                | San Pietroburgo                                                          | Nigeria                                                                  | 1 – 2                                                                    | Argentina                                                                | Mondiali 2018 - 1º turno                                                 | -                                                                        | 75’                                                                      |
| 30-6-2018                                                                | Kazan'                                                                   | Francia                                                                  | 4 – 3                                                                    | Argentina                                                                | Mondiali 2018 - Ottavi di finale                                         | -                                                                        | 75’                                                                      |
| 12-9-2018                                                                | East Rutherford                                                          | Colombia                                                                 | 0 – 0                                                                    | Argentina                                                                | Amichevole                                                               | -                                                                        | 67’                                                                      |
| 11-10-2018                                                               | Riad                                                                     | Iraq                                                                     | 0 – 4                                                                    | Argentina                                                                | Amichevole                                                               | -                                                                        | 46’                                                                      |
| 16-11-2018                                                               | Córdoba                                                                  | Argentina                                                                | 2 – 0                                                                    | Messico                                                                  | Amichevole                                                               | -                                                                        | 67’                                                                      |
| 21-11-2018                                                               | Mendoza                                                                  | Argentina                                                                | 2 – 0                                                                    | Messico                                                                  | Amichevole                                                               | -                                                                        | 73’                                                                      |
| 1-2-2022                                                                 | Córdoba                                                                  | Argentina                                                                | 1 – 0                                                                    | Colombia                                                                 | Qual. Mondiali 2022                                                      | -                                                                        | 58’                                                                      |
| Totale                                                                   |                                                                          | Presenze                                                                 | 11                                                                       |                                                                          | Reti                                                                     | 0                                                                        |                                                                          |

## Palmarès

### Club

#### Competizioni internazionali
- Coppa Sudamericana: 1

Independiente: 2017
- CONCACAF Champions League: 2

Monterrey: 2019, 2021

#### Competizioni nazionali
- Campionato messicano: 1

Monterrey: Apertura 2019

### Individuale
- Squadra della stagione della CONCACAF Champions League: 1

2021